# Acutandra ubitiara
Acutandra ubitiara là một loài bọ cánh cứng trong họ Cerambycidae.